# Arabische Bäder (Jaén)

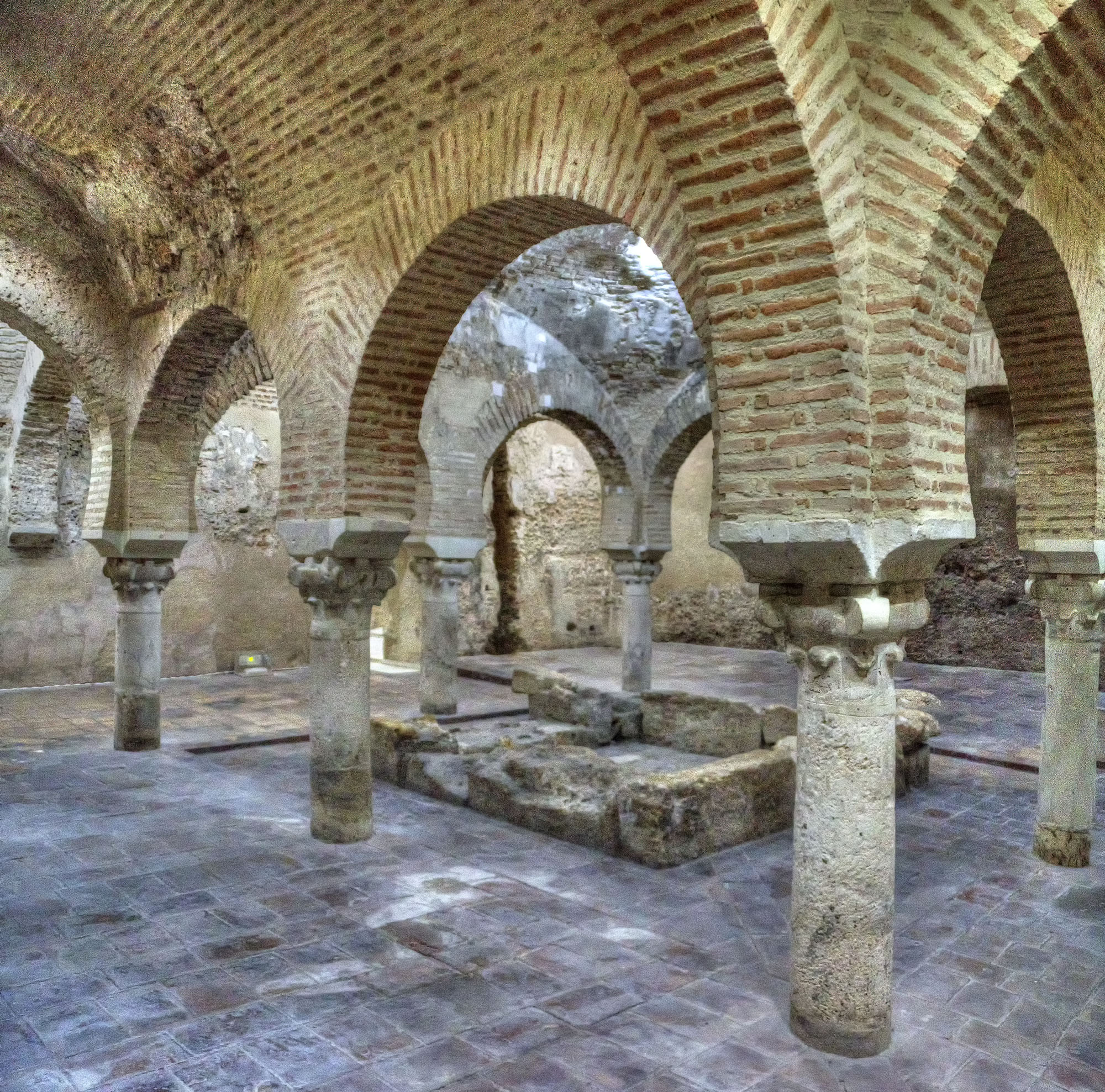
Liege- und Massageraum

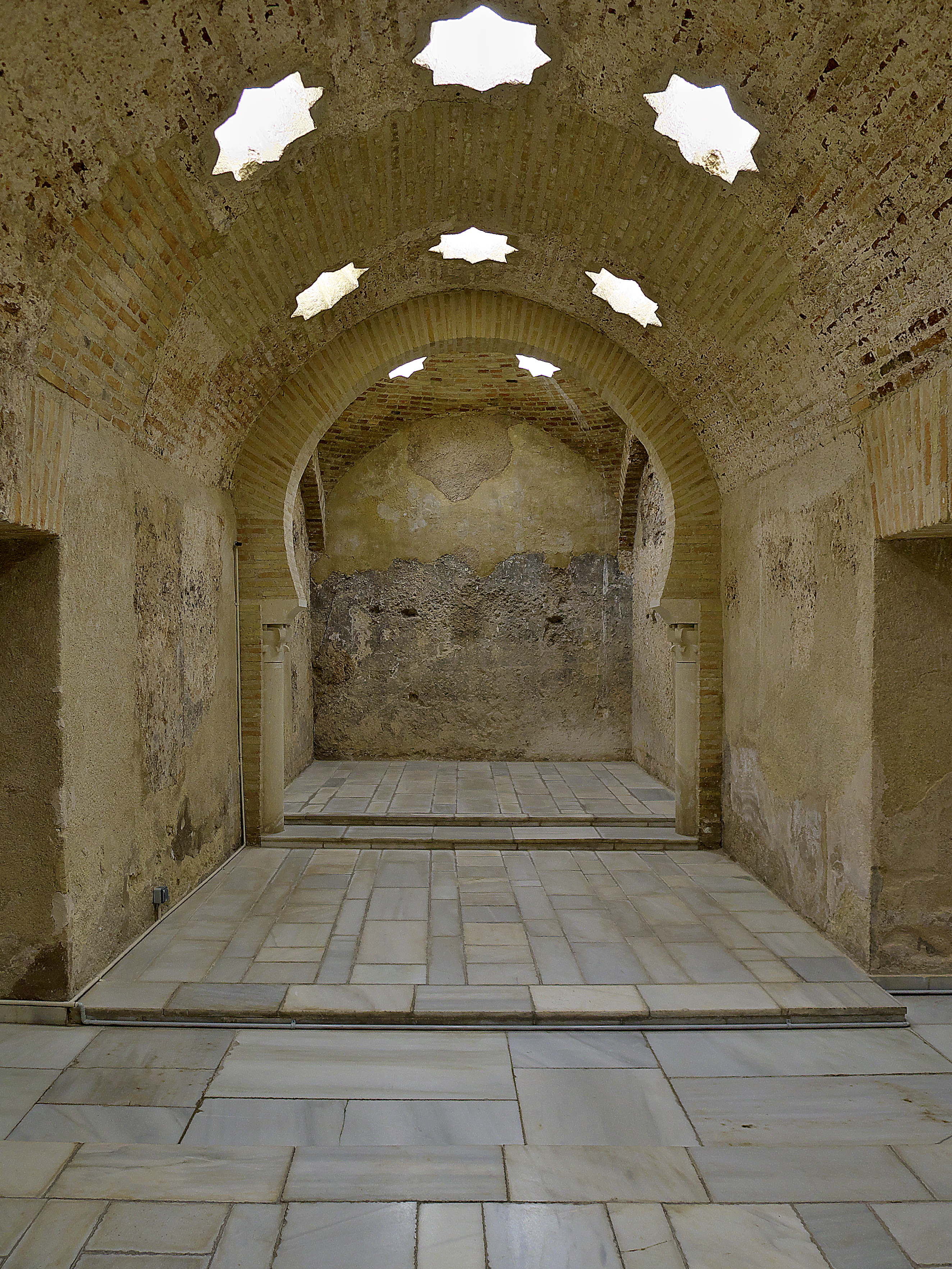
Kaltbad

Die Arabischen Bäder (hammams) der andalusischen Stadt Jaén gehören – neben denen von Ronda und Girona – zu den besterhaltenen der gesamten Iberischen Halbinsel.

## Lage
Die arabischen Bäder befinden sich ungefähr 750 m (Fußweg) nordwestlich der Kathedrale im Untergeschoss des Palacio de Villardompardo in der Altstadt von Jaén.

## Geschichte
Die Arabischen Bäder von Jaén stammen aus dem frühen 11. Jahrhundert, d. h. aus der Spätzeit des Kalifats von Córdoba; sie wurden aber wahrscheinlich in almohadischer Zeit (12. Jahrhundert) teilweise restauriert und vielleicht auch baulich leicht verändert. Nach der christlichen Rückeroberung (reconquista) der Stadt erlosch ihre Funktion als Badehaus; vielmehr siedelte sich eine Gerberei (tenería) an. Ende des 16. Jahrhunderts erbaute Fernando Torres y Portugal, 1. Graf von Villardompardo und 7. Vizekönig von Peru seinen Palast exakt über den Bädern und ließ diese mit Bauschutt etc. verfüllen. Im Jahr 1901 ging der Palast in den Besitz der Diputación Provincial de Jaén über, doch erst im Jahr 1913 wurden die Bäder wiederentdeckt. Diese wurden später zur Gänze freigelegt und in den 1930er Jahren restauriert; die Fußbodenplatten wurden komplett erneuert.

## Architektur
Die aus zum Teil verkleideten Ziegelsteinen erbauten Arabischen Bäder von Jaén bestehen im Wesentlichen aus vier Räumen:
- Vestibül (al-bayt al-maslaj) – 14 m × 3,80 m, Tonnengewölbe mit 18 Sternöffnungen, durch Hufeisenbögen abgetrennte Annexräume (alcobas) an beiden Enden
- Kaltbad (al-bayt al-barid) – 11,40 m × 3,50 m, Tonnengewölbe mit 12 Sternöffnungen, Alkoven mit 5 Sternöffnungen
- Liege- und Massageraum (al-bayt al-wastani) – 11,30 m × 11,30 m, Zentralkuppel auf Pendentifs über 8 Säulen mit Hufeisenbögen umgeben von 4 Tonnengewölben mit jeweils 3 Sternöffnungen
- Warmbad (al-bayt al-wastani) – 15,90 m × 3,30 m, Tonnengewölbe mit 15 Sternöffnungen, Alkoven an beiden Enden mit jeweils 5 Sternöffnungen, verborgene Fußboden- und Wandheizung